# Aanval op Dieppe
De aanval op Dieppe, ook bekend als De slag om Dieppe of Operatie Jubilee, was een geallieerde aanval op de door de Duitsers bezette havenstad Dieppe, gelegen aan de noordelijke Franse kust, tijdens de Tweede Wereldoorlog, die plaatsvond op 19 augustus 1942.
De aanval werd uitgevoerd door meer dan 6000 infanteriesoldaten, hoofdzakelijk Canadezen, ondersteund door Britse zeemacht- en luchtmacht-contingenten. Het doel van de operatie was om een belangrijke haven te veroveren en bezet te houden gedurende een periode, om te bewijzen dat dit mogelijk was en om informatie in te winnen en te kijken hoe de Duitsers zouden reageren. Ook was de aanval bedoeld om de Luftwaffe in een grotere slag te betrekken.
De aanval werd over het algemeen beschouwd als een tactische ramp, want geen van de hoofddoelen werd verwezenlijkt. 4384 van de in totaal 6086 mannen die tot aan de wal kwamen, werden gedood, verwond of gevangengenomen. De Royal Air Force en de Royal Canadian Air Force (RCAF) verloren 119 vliegtuigen, terwijl de Royal Navy 555 slachtoffers telde. De catastrofe in Dieppe heeft latere geallieerde voorbereidingen voor Operatie Toorts en D-Day beïnvloed.

## Planning
In de lente van 1942 besloot de Britse opperbevelhebber admiraal Louis Mountbatten, hoofd van de Combined Operations Headquarters, om een aanval uit te voeren op de door de Duitsers bezette, Franse kust. De ervaringen die hierbij zouden worden opgedaan konden dienen als een richtlijn voor latere operaties. Ondanks de ongunstige ligging van Dieppe voor de geallieerden werd de haven gekozen als aanvalsdoel, omdat hij niet ver lag van Engeland en men dacht dat er geen zware kanonnen waren opgesteld om de haven te verdedigen.
Op 1 april 1942 werd het plan (Codenaam "Rutter") van Mountbatten geëvalueerd. De troepen zouden vooral moeten bestaan uit Canadezen van de 2de Canadese divisie onder bevel van generaal Roberts. De doelstellingen werden vastgesteld:
- Vernietiging van de vijandelijke verdediging;
- Vernietiging van het vliegveld;
- Vernietiging van het radarstation;
- Vernietiging van de elektriciteitscentrale;
- Vernietiging van de spoorweg- en havenfaciliteiten;
- Vernietiging van de brandstofvoorraden;
- Luftwaffe verleiden tot een uitputtingsslag.

Op 13 mei werd het plan door de Chiefs of Staff goedgekeurd.

## Voorbereiding
Op aandringen van Montgomery werd er een simulatie uitgevoerd op het eiland Wight. Deze vond plaats op 22 juni. De aanval eindigde in een nederlaag voor de aanvallende troepen, maar met enkele wijzigingen werd het plan goed genoeg geacht. Een tweede simulatie met een herzien plan werd niet uitgevoerd. De aanvalsdatum werd vastgesteld, namelijk 4 juli, en op 2 juli werden de troepen ingescheept. Vanwege de slechte weersomstandigheden werd de aanvalsdatum in eerste instantie verschoven, maar nadat er aanwijzingen waren dat het plan was gelekt en niet meer geheim was, werd het geannuleerd. Een maand later beval Churchill om de aanval toch door te zetten. Dit was het gevolg van het aandringen van Stalin op Churchill om een tweede front te openen, zodat de druk op het Oostfront enigszins zou afnemen. Het plan kreeg de nieuwe codenaam Jubilee.

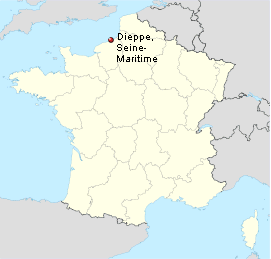
De locatie van de aanval

## Tactiek
De geallieerde troepen moesten landen op de kustlijn bij Dieppe en op vier andere nabijgelegen kusten, namelijk Berneval, Pourville, Puys en Varengeville. Na de landingen moesten de troepen doorstoten naar de stad terwijl tegelijkertijd de batterijen bij Berneval en Varengeville uitgeschakeld moesten worden. Een goede coördinatie was in dit plan dus vereist. Kapitein Hugh Hallet voerde het bevel over de marine en generaal Roberts over de 6086 manschappen van de troepen. De marine bestond uit acht torpedobootjagers, twee kanonneerboten, zestien vedettes, twintig gemotoriseerde barkassen en zeven jagers, in totaal 53 schepen. De vloot amfibieschepen bestond uit 191 landingsvaartuigen en schepen. Deze 191 vaartuigen waren verdeeld in drie groepen.
De Duitse troepen hadden een sterkte van twee bataljons, twee geniecompagnieën en artillerie-eenheden. De artillerie beschikte over 24 stukken veldartillerie, 30 luchtafweerkanonnen en drie kustbatterijen.

## Aanval
Op 18 augustus werd het bevel gegeven om te verschepen en in de vroege ochtend van 19 augustus vertrokken de eerste schepen uit de Engelse havens. Om 4:30 was de aanval gepland. Aanvalsgroep 5, die verantwoordelijk was voor de aanval op Berneval en het uitschakelen van de kustbatterij die daar aanwezig was werd op zee echter opgemerkt door een Duits kustkonvooi dat de aanvalsgroep uit elkaar sloeg. Het verrassingseffect was verdwenen. Bij Varengeville-sur-Mer was dat effect wel aanwezig: de Britse commando's konden de kustbatterij, die bestond uit zes kanonnen, vernietigen. Ook bij Belleville slaagde de landing, maar de troepen werden snel uiteengeslagen en slechts één commando van majoor Young slaagde erin veilig terug te keren.
Bij Puys ging het ook verkeerd voor de geallieerden. De eerste aanvalsgolf kon niet doorstoten vanwege een muur van drie meter hoog en honderd meter lang met daarbovenop prikkeldraad. De Canadezen werden hier afgeslacht. De tweede aanvalsgolf kon hiervan niet op de hoogte worden gebracht, doordat de communicatiesystemen niet werkten. Van de 554 Canadezen die hier hadden gevochten konden slechts 65 Engeland weer bereiken. De aanval bij Pourville was een gedeeltelijk succes. De radarinstallaties konden worden vernietigd, maar de troepen konden niet doorstoten naar Dieppe. Door de nederlagen die elders werden geleden moesten de troepen na enige tijd terugtrekken.
De aanval op Dieppe vond een half uur te laat plaats, omdat gewacht was tot de kustbatterijen waren uitgeschakeld. Deze waren echter maar deels uitgeschakeld en toen de aanval van start ging wachtte een moordend vuur de geallieerde landingstroepen op. Om 5:30 werden Churchill-tanks ontscheept, die zouden moeten doorstoten naar het binnenland. Het gehoopte succes bleef uit, de tanks liepen vast op het strand, doordat dit bezaaid was met grote keien. Om vijf over half tien werd het sein gegeven voor de algehele terugtocht en om 1:30 twee vertrok het laatste schip naar Engeland.

## Verliezen

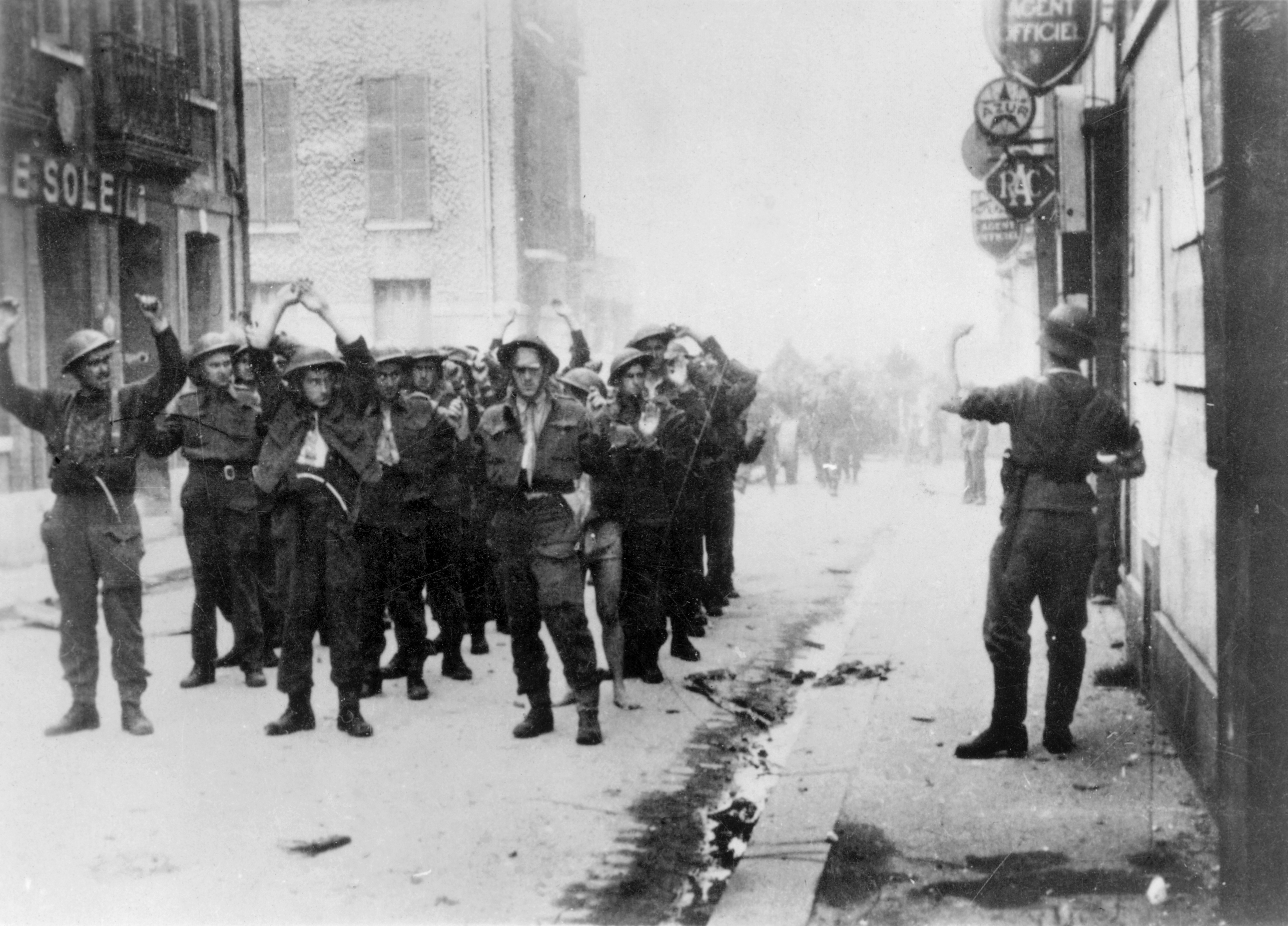
Canadese krijgsgevangenen (POWs) in Dieppe

In de slag verloren 907 Canadezen het leven en raakten 568 militairen gewond. Daarnaast waren 1306 mannen gevangen genomen door de Duitse troepen. Dit was ongeveer 60% van de Canadese troepen. De Britten betreurden 150 doden. Ook had de Luftwaffe de torpedobootjager HMS Berkeley tot zinken gebracht. Daartegenover vielen aan Duitse zijde 311 doden en 280 gewonden.

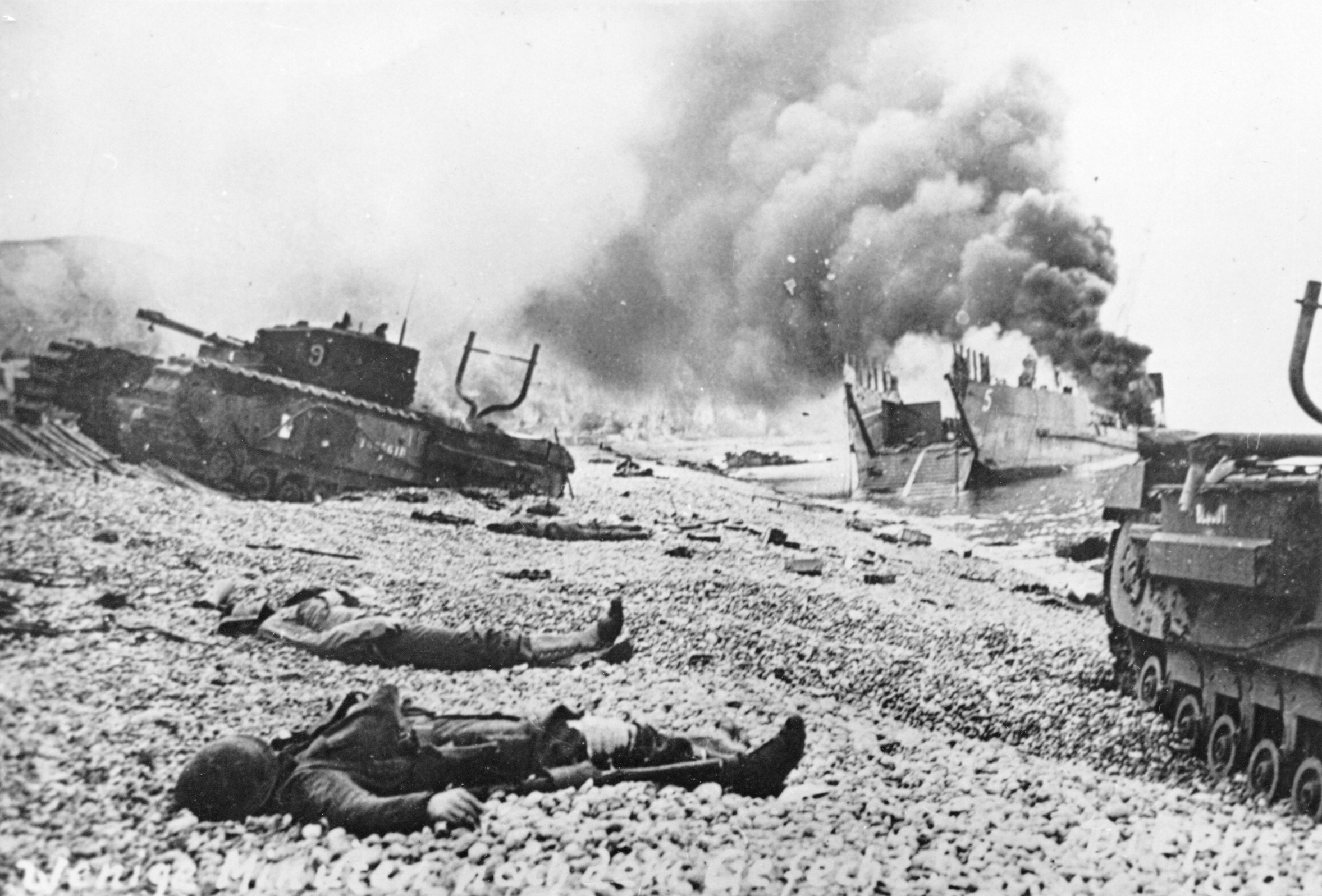
Canadese gesneuvelden en uitgeschakelde Churchill-tanks op het strand bij Dieppe

De RAF en RCAF verloren in deze strijd 106 toestellen door Flak en de Luftwaffe. Daarnaast raakten 14 vliegtuigen onherstelbaar beschadigd. De Luftwaffe verloor 48 toestellen.

## Luchtgevecht
De luchtgevechten boven Dieppe behoorden tot de grootste die tot die tijd zich op één dag hadden afgespeeld boven West-Europa. Het doel was om de Luftwaffe te verleiden een uitputtingsslag te voeren. Om dat te bereiken zetten de Geallieerden de volgende aantallen vliegtuigen in:
- 46 eskadrons Spitfire-jagers;
- 8 eskadrons Hawker Hurricane-jager-bommenwerpers;
- 7 eskadrons Boston- en Blenheim-bommenwerpers;
- 4 eskadrons P-51 Mustang-verkenningsjagers;
- 3 eskadrons Typhoon-jager-bommenwerpers.

Een van deze eskadrons was het Belgische 350e squadron, dat op 11 februari 1942 was opgericht.
Hoewel de Luftwaffe in de minderheid was wist zij bij het naderen van de middag toch luchtoverwicht te krijgen. Dit kwam vooral doordat de bases dichtbij lagen en doordat de Duitse Focke Wulf 190 technisch gezien het beste jachtvliegtuig van zijn tijd was en dit vliegtuig veelvuldig werd ingezet.

## Opgedane ervaring
Ondanks, of misschien dankzij, de nederlaag konden de geallieerden veel lessen trekken uit de aanval op Dieppe. Ten eerste was er een gebrek aan luchtsteun. Daarnaast was de communicatie slecht terwijl communicatie essentieel is voor een goede coördinatie. Ook was ondervonden hoe snel de Duitse troepen reageerden op geallieerde aanvallen. Deze kennis zou belangrijk zijn in de voorbereiding voor operatie Overlord in 1944.